# تویوتا کورولا (ای۱۰۰)
تویوتا کورولا (ای۱۰۰) (Toyota Corolla (E100)) خودرویی است که در سال‌های ۱۹۹۱ تا ۱۹۹۸ در کانادا، ایالات متحده آمریکا، تویوتا، آیچی، ژاپن، دوربان، آفریقای جنوبی، فیلیپین، اندونزی، آداپازاری، ترکیه، استرالیا و نیوزیلند تولید شده‌است.
طراحی آن خودروهای موتور جلو-محور جلو بوده‌است.